# 삼성물산과 제일모직의 합병
삼성물산과 제일모직의 합병은 2015년 9월 1일 삼성물산과 제일모직이 합병한 사건이다.

## 전개

### 합병계획 발표

2014년 7월부터 2015년 7월까지 삼성물산과 제일모직의 주식 가치 추이. 회색선은 합병 계획을 발표한 지점이다. (단위 : 만원)
삼성물산의 주가 추이
제일모직의 주가추이

제일모직과 삼성물산은 7월 17일 주주총회를 거쳐 9월 1일까지 합병을 마무리한다는 계획을 세웠다. 당시 삼성물산과 제일모직의 합병에 대한 삼성물산 주주들의 반대가 있었다. 합병 계획이 발표되었던 시기는 삼성물산의 주가가 가장 낮았던 시기었고 제일모직의 주가는 가장 고평가되었던 시기었다. 법에서 정해진 비율에 따라 제일모직과 삼성물산의 합병 비율은 1:0.3500885가 되었다. 즉, 삼성물산 주식 한 주의 가치는 제일모직 주식 0.3500995 주의 가치와 같으며 제일모직 한 주의 가치는 삼성물산 한 주의 가치에 3배가 되는 것이었다. 이는 삼성물산 주주들에게 손해가 될 수 밖에 없는 상황이었다.
2015년 1월부터 6월까지는 아파트 분양이 증가하면서 건설사들이 아파트 분양을 하던 시기였으나 2015년 6월 이전 삼성물산은 아파트 분양을 하지 않았다. 7월 제일모직과의 합병이 끝난 이후에 분양하지 않았던 물량을 분양하기 시작하면서 2015년 삼성물산의 경영은 일관되지 못한 방향으로 이뤄졌다. 반면 제일모직의 기업가치는 지나치게 높게 책정했다는 주장이 있다. 건설부문에서 실적을 줄이는 등의 방법으로 삼성물산 주식의 가치를 낮게 조작했을 가능성이 있다는 것이다.

### 의결권 자문사들의 반대
| 의결권 자문사 | 반대 이유                                                            |
| ------------- | -------------------------------------------------------------------- |
| 서스틴베스트  | 합병비율이 지나치게 낮음 굳이 현재 합병할 이유 없음                  |
| 글라스루이스  | 삼성물산에 불리, 제일모직에 이득 합병 후 위험성                      |
| ISS           | 삼성물산은 저평가, 제일모직은 고평가 합병을 지나치게 긍정적으로 평가 |

국내외 의결권 자문회사들은 이에 대한 의견을 표명했다. 국내에서는 서스틴베스트와 한국기업지배구조원이 반대 입장을 밝혔고 해외기업에서는 ISS와 글라스루이스가 반대의견을 밝혔다. 국제 투자 자문회사 ISS는 저평가된 삼성물산과 과대평가된 제일모직의 합병은 삼성물산 주주들에게 손해가 될 것이라 분석했다. 또한 삼성물산이 합병을 통한 시너지 효과만을 강조하는 반면 심각하게 저평가된 삼성물산의 합병비율에 대해선 관심을 보이지 않는다고 지적했다. ISS는 삼성물산의 주식 가치가 순자산에 비해 49.8% 저평가되어 있고 제일모직은 41.4% 고평가되어 있다고 평가했다. 이에 삼성은 1:0.35라는 비율은 법적으로 정해진 것이며 문제가 없다고 주장했다. 앨리엇 메니지먼트를 포함하여 삼성물산 주식 중 33%를 차지하는 외국인 투자자의 대부분은 ISS의 자문 결과를 따랐다.
삼성물산의 주주인 미국계 헤지펀드 앨리엇은 합병비율인 1:0.35가 삼성물산이 저평가된 상황에서 책정되었으며 삼성물산의 소액주주들에게 불리한 비율이라며 삼성물산이 KCC에 매각한 899만 주의 주주총회 의결권을 인정하지 말아달라 법원에 가처분 신청을 했으나 2015년 7월 1일 법원은 이를 기각했다. 한화투자증권은 앨리엇이 항소할 수도 있으며 해외소송도 가능하다고 보았다. 법원이 기각했던 앨리엇의 요청도 판례에 반하여 소송의 우려가 있으므로 삼성의 부담이 증가할 것이라 분석하며 합병이 무산될 가능성이 높다고 판단했다. 또한 소액주주라면 삼성보단 ISS의 의견을 따를 가능성이 높으므로 합병비율을 1:0.52나 ISS가 제시한 1:0.95만큼 올려 합병하는 것이 가능하다고 보았다.

### 주주총회
삼성물산 주주님들께 간곡히 부탁드립니다
“삼성물산과 제일모직은 오는 7월 17일 합병을 위한 주주총회를 개최합니다. 합병을 통해 바이오 사업 등 새로운 성장동력을 확보하고 글로벌 경쟁력을 갖춘 한국의 대표기업으로 다시 태어나고자 합니다. 그러나 안타깝게도 엘리엇은 주주총회에서 합병을 무산시키려 하고 있습니다. 이로 인해 삼성물산과 제일모직의 미래가 방해받아서야 되겠습니까?”

삼성물산은 제일모직 인수 합병에 관한 주주 총회에 앞서 제일모직과의 합병에 찬성하는 투자자들의 찬성 위임장을 받아왔다는 직원들의 그날마다의 실적을 삼성 미래전략실 사무실에 공개했다. 삼성물산은 소액주주들의 합병 찬성을 요구하는 신문광고를 게재하였다. 소액주주들의 의결권을 삼성물산에 위임해달라는 광고였다. 삼성물산은 이를 주주총회의 원활한 진행 및 의사 정족수 확보를 위한 것이라고 밝혔다.
2015년 7월 17일 제일모직의 임시총회에 85%의 주주가 참여한 가운데 제일모직의 주주총회는 삼성물산과의 합병안을 만장일치로 통과시켰다. 같은 날 삼성물산의 주주총회에서는 83.57%의 주주가 의결권을 행사한 가운데 69.3%가 제일모직과의 합병안에 찬성하면서 합병이 성사되었다.

## 국민연금공단
| 기술적 문제로 인해 그래프를 일시적으로 사용할 수 없습니다. 파브리케이터 와 미디어위키 위키 에 더 자세한 정보가 있습니다. | |
| | 기술적 문제로 인해 그래프를 일시적으로 사용할 수 없습니다. 파브리케이터와 미디어위키 위키에 더 자세한 정보가 있습니다. |

삼성물산 전체 지분의 33.53%를 차지하던 외국인 투자자들의 합병 반대가 컸던 상황에서 국민연금공단을 비롯한 국내기관의 합병 찬성 여부에 따라 합병 여부가 달라지게 되었다. 당시 이재용 삼성 부회장은 제일모직의 23%의 주식을 가지고 있었으며 삼성물산의 주식은 가지고 있지 않았다. 한국기업지배구조원은 삼성물산과 제일모직 간의 합병이 삼성물산이 합병의 명분으로 든 시너지 제고 보다는 이재용의 경영권 승계를 위한 목적이라고 분석했다. 이재용이 가지고 있는 삼성전자의 지분은 0.6%인데 반해 삼성물산은 4%의 지분을 가지고 있어 삼성의 경영권 승계를 위해 삼성물산을 합병하려는 목적이 있다는 것이다. 당시 국민연금 기금운용본부장인 홍완선은 투자위원회의 결정이 어려울 시 의결권 행사 전문위원회에 안건을 넘긴다는 국민연금의 규정에 따라 의결권 전문위원회의 결정에 맡기겠다 입장을 밝혔으나 후에 입장을 바꿨다. 그는 삼성 미래전략실에서 이재용 삼성그룹 부회장을 8차례 만났다. 또한 삼성은 합병 찬성과 반대를 결정하는 의결권 행사 위원들과 접촉했다. 홍완선 본부장은 투자위원회 결정 이틀 전 국민연금공단 기금운용본부의 인사발령을 지시했다. 투자위원 12명 중 3명이 교체되었으며 교체된 3명은 이후 합병안에 찬성했다. 결국 의결권 전문 위원회의 심의를 거치지 않고 투자위원회에서 찬성을 결정하게 되었다. 홍완선 기금운용본부장은 2015년 10월 5일 국정감사에서 7월 7일 이재용 부회장을 만났음을 인정했다. 이에 시민단체들은 제일모직과 삼성물산과의 합병을 돕는 방법으로 이재용의 삼성 승계에 도움을 주는 등 국민연금공단의 신뢰도를 떨어뜨렸다며 홍완선 본부장의 연임을 반대했다. 기금운용본부장의 연임 결정권이 있던 최광 당시 국민연금이사장 또한 홍완선 본부장의 연임을 반대했다.
최광 이사장은 2015년 10월 27일에 국민연금공단 이사장 자리를 사퇴했다. 국민연금공단 이사장을 보건복지부 장관이던 문형표가 맡게되었다. 최광 이사장의 이러한 행동에 대해 문형표 당시 보건복지부 장관은 압력을 행사했다는 논란이 있다. 최광은 2016년 12월 6일 있었던 최순실 1차 청문회에서 사퇴가 아닌 경질이라고 주장했다.
한편, 국민연금공단은 삼성물산과 제일모직의 합병으로 5865억원의 손해를 입은 것으로 추정된다.

## 위법성 여부
2017년 1월 16일 박영수 특검은 이재용 삼성전자 부회장에 대해 제 3 자 뇌물공여와 단순 뇌물공여 혐의를 적용하여 뇌물공여 및 특정경제가중처벌법의 횡령, 국회증언감정법의 위증 혐의로 영장을 구속 영장을 발부했다.
2015년 8월 이재용은 최순실이 세운 당시 코레스포츠에 210억원 규모의 컨설팅 계약을 맺고 35억 원 가량을 송금하는 데 관여한 혐의를 받았다. 특검은 삼성그룹이 박근혜 대통령과 최순실에게 약 430억원의 지원을 약속하고 이 중 250억원이 건네진 것으로 봤다. 금품 제공을 약속한 행위로 뇌물수수죄가 성립되므로 430억원 전체에 대한 뇌물죄를 적용했다. 여기서 코레스포츠에 실제 건너간 돈 210억원에는 일반뇌물 혐의를 적용하고 미르재단, K스포츠 재단, 한국동계스포츠영재센터에게 지급된 204억원과 16억원에 대해선 제 3자 뇌물 혐의를 적용했다.
1월 18일 서울중앙지법 조의연 판사는 18시간 동안 영장 검토를 한 뒤, 다음날 새벽 5시에 당시 구속의 사유와 필요성, 상당성을 인정하기 어렵다 판단하고 구속 영장을 기각했다. 뇌물죄의 구성요건에 해당하는 대가관계에 대한 수사가 현재까지 완전히 진행되지 않았던 점과 그에 대한 법률적 평가를 둘러싼 분쟁의 여지를 들어 구속 영장을 기각했다고 밝혔다.
2월 12일 특검은 이재용 삼성전자 부회장을 소환하고 구속영장을 청구할 방침을 밝혔다. 특검은 이재용 부회장의 삼성 경영권 승계를 위해 박근혜 대통령과 부정한 청탁이 있었는지를 조사했다. 2월 13일 이재용 부회장이 특검 사무실에 소환되었고 2월 15일 특검은 이재용 부회장과 박상진 사장에게 구속영장을 발부했다. 이에 이재용 부회장과 박상진 삼성 사장에게는 공통적으로 뇌물 공여, 횡령, 재산 국외 도피, 범죄 수익 은닉 혐의를 적용했다. 뇌물 공여는 삼성전자와 제일모직 인수 합병을 도운 대가로 미르재단, K스포츠 재단등에 204억원을 출연한 것에 대해, 횡령은 회사돈을 빼돌려 최순실을 지원한 것에 대해, 재산 국외 도피는 80억원의 금액을 송금하면서 외환거래 신고를 하지 않은 것에 대해, 범죄 수익 은닉은 80억원의 금액으로 정유라의 말을 대신 구입한 것에 대해 적용하였다.
2월 17일 한정석 판사는 이재용의 구속영장은 인용함으로써
삼성은 처음으로 총수가 구속되었으며 미래전략실이 담당하는 비상경영체제에 들어갔다. 이재용은 청문회에서 미래전략실의 해체를 약속했으나 이재용의 구속으로 인한 부재로 미뤄졌다. 하지만 미래전략실장 최지성과 장충기 차장 또한 수사와 재판 출석 등으로 미래전략실이 이재용의 역할을 대신하기는 어려울 것으로 보였다. 박상진 사장의 구속 영장에 대해선 피의자의 지위와 권한, 실질적인 역할 등으로 미루어볼 때 구속의 사유와 필요성을 인정하기 어렵다고 보아 박상진 사장의 구속영장은 기각되었다.

## 같이 보기
- 삼성에버랜드 전환사채 저가 배정 사건
- 박근혜-최순실 게이트